# دوناسین بوشه
دوناسین بوشه (انگلیسی: Donatien Bouché؛ ۱۰ مهٔ ۱۸۸۲ – ۱ ژانویهٔ ۱۹۶۵) قایقران قایق بادبانی اهل فرانسه بود.